# 新中央航空
新中央航空（日語：新中央航空），日本的地域航空公司，主要營運由東京調布機場至伊豆諸島的定期航班。

## 概要
新中央航空是從調布機場展開到伊豆諸島路線的航空公司。川田科技的完全子公司。總社是茨城縣龍崎市。在松本機場，龍崎飛行場也有據點，在這邊主要進行著遊覽飛行等。

## 路線
- 調布機場 - 大島機場
- 調布機場 - 新島機場
- 調布機場 - 神津島機場
- 調布機場 - 三宅島機場

## 現時機隊
- 4架多尼爾228
- 1架多尼爾228NG
- 4架塞斯納172S(遊覽飛行專用)
- 2架Britten-Norman BN-2 Islander(現在沒有進入運用)

## 外部連結
- 新中央航空 （页面存档备份，存于） （日語） （英文）